# Фальтония Проба
Петрония Фальтония Бетиция Проба, Фалтония Проба (лат. Faltonia Betitia Proba; ок. 306/315 — ок. 353/366) — древнеримская раннехристианская поэтесса.
Имя Faltonia считается сомнительным и возможно — результат ошибки, в манускриптах она зовется просто Пробой.

## Семья
Она была замужем за Клодием Цельсином Адельфием (Clodius Celsinus Adelphus; ок. 300 — после 351), городским префектом. У них было двое детей: поэт Квинт Клодий Гермогениан Олибрий (Quintus Clodius Hermogenianus Olybrius) и Фальтоний Проб Алипий.
Сначала была язычницей, как и её муж, но крестившись, убедила его последовать её примеру.

## Произведения
О ней известно мало, лишь то, что она была хорошо образована в свободных искусствах. Она хорошо знала произведения Вергилия и легко цитировала их наизусть. Она планировала изложить библейскую историю в легких для чтения поэтических стихах. Для своего благочестивого плана она исследовала «Буколики», «Георгики» и «Энеиду», и по примеру их начала писать, используя отдельные стихи из этих сочинений. Эти произведения демонстрировали соблюдение всех правил метрики.
Сохранилась единственная поэма, которая приписывается ей современными учеными и которая отражает эту манеру. Это центон под названием Cento virgilianus, где описана история от сотворения мира до сошествия Святого Духа с использованием 694 стихотворных строк Вергилия. Произведение демонстрирует эрудицию в знакомстве с Библией. Эта поэма была объявлена апокрифической (не еретической, но тем не менее, не позволенной читаться на публике) папой Геласием I (V век).
Также она написала центон на тему Гомера, беря у него строки, что показывает, что она прекрасно знала и греческий язык. Утеряна её эпическая поэма о войне между Констанцием и Магненцием.